# Satrap
Satrap (staroperzijsko: ساتراپ, grško: σατράπης, satrápēs iz staroperzijskega (medijskega) khšatrapāvā – »varuh kraljestva« ali »varuh province«) je bil naziv guvernerja satrapije (province) v Medijskem in Perzijskem cesarstvu, vključno z Ahemenidskim cesarstvom in v cesarstvih Sasanidov in Helenov, ki so nastala kasneje. 
Ozemlja, na katerem je vladal satrap, se je imenovalo satrapija (grško: σατραπεία, satrapeia). Ko je v Perziji vladala dinastija Ahemedidov (do leta 330 pr. n. št.), je satrap formalno priznaval kraljevo suverenost, vendar je imel popolno politično, upravno in sodno oblast. Lahko je koval svoj denar in pobiral davke, od katerih je del denarja odvajal v kraljevo blagajno. 
V času Dareja I. je bilo cesarstvo razdejeno na dvajset satrapij, ki so ustrezale nekdanjim državam, in so se naprej delile na šest podsatrapij. Ko je cesarstvo začelo slabeti, se je moč satrapov okrepila in njihova oblast je v mnogih satrapijah postala dedna. 
Ko je Perzijo osvojil Aleksander Veliki, je obdržal upravno delitev na satrapije. V nekaterih satrapijah so ostale na oblasti stare dinastije, v drugih pa je na oblast postavil svoje privržence. Vojska in finance so bile povsod v rokah Makedoncev. 
Naslov satrap se je ohranil še nekaj stoletij po Aleksandrovi smrti. V času rimske nadvlade po njihovi zmagi nad Parti (226) in v obdobju Sasanidov, so se tako imenovali tudi upravitelji pokrajin v Armeniji. Naziv je formalno ukinil cesar Justinjan (527–565) s svojo zakonodajo.
Satrap je v prenesenem pomenu lahko naziv za okrutnega samodržca, despota in tirana.

## Medijsko-perzijski satrapi
Prva obsežna delitev Perzijskega cesarstva na satrapije oziroma province se je začela v času Kira II. Velikega okrog leta 530 pr. n. št. vendar so podobno delitev poznali že v Medijskem cesarstvu pred letom 648 pr. n. št.
Medijski cesarji so do takrat, ko jih je porazil Kir Veliki, osvojena ozemlja organizirali kot province, katerim so vladali lojalni kralji ali guvernerji. Razlika med Medijci in Perzijci je bila v tem, da je v perzijski kulturi koncept kraljestva neločljivo povezan z bogom: kralj je svoje božanske pravice dobil od boga. Vladarji dvajsetih satrapij, ki jih je ustanovil Kir, zato niso mogli bili kralji, pač pa podkralji, ki so vladali v njegovem imenu. Politična realnost je bila seveda drugačna, saj so mnogi satrapi izrabili vsako priložnost, da se osamosvojijo. Sistem satrapij je dokončno organiziral Darej I. Njihovo število je povečal na 23 in določil njihove letne dajatve.
Na čelu uprave province je bil satrap, ki je zbiral davke in nadziral lokalne uradnike ter podložna plemena in mesta. Bil je vrhovni sodnik province, ki je razsojal o vseh civilnih sporih in kriminalnih dejanjih (Nehemiah 3:7), bil je odgovoren za varnost na cestah (Ksenofont Efeški) in moral je krotiti razbojnike in puntarje. 
Pri delu mu je pomagal vladni svet, ki so ga praviloma sestavljali Perzijci, vanj pa so sprejemali tudi domačine. Satrapovo delo so nadzirali državni tajnik, kraljevi odposlanci in poseben kraljev predstavnik, ki so ga imenovali »kraljevo oko« in je vsako leto opravil poseben pregled.
Strapovo moč so nadzirali tudi glavni pisar, glavni finančni uradnik (staroperzijsko: ganzabara) in general, ki je poveljeval kraljevi vojski v njegovi provinci in vsem utrdbam. Našteti uradniki so bili neposredno odgovorni šahu. Satrap je lahko imel svojo vojsko. 
Velike satrapije so se pogosto delile na manjše enote, katerih guvernerji so se tudi imenovali satrapi, kasneje tudi hiparhi (iz grškega hyparkhos, podkralj). Delitev velikih satrapij se je stalno spreminjala in dvema satrapijama je pogosto vladal en sam strap.
Z osvajanjem novih ozemelj so seveda nastajale nove satrapije, ki so bile pogosto kar bivše države in/ali etnično in versko zaključene ozemeljske enote. Eden od ključev uspeha Ahemenidov, ki je veljal tudi za večino drugih dolgotrajnih cesarstev, je bila njihova odprta drža do kultur in religij pokorjenih ljudstev. Še več! Ker si je šah prizadeval, da bi, predvsem v glavnem mestu Perzepolis, nastal nov cesarski slog, ki bi vseboval elemente kultur vseh podložnih držav, je prvotna perzijska kultura povsem izgubila svojo prvotno podobo.
V obdobjih, ko je centralna oblast oslabela, so satrapi pogosto uživali skoraj popolno neodvisnost in začeli prevzemati poveljstva vojaških okrožij, kar je bilo sicer v nasprotju s prvotnimi zakoni. Ko so njihovi položaji sčasoma postali dedni, je postajala osrednja oblast vedno bolj ogrožena. Od sredine 5. stoletja pr. n. št. so postali upori satrapov vedno bolj pogosti. Mnogo uporov je bilo v času Dareja I. v času Artakserksa II. pa se je odkrito uprl velik del Male Azije in Sirije. Zadnji velik upor ja zatrl Artakserks III.

## Helenistični strapi
Sistem satrapij in njihova imena so se obdržala tudi po grško-makedonski osvojitvi Perzijskega cesarstva. Aleksander Veliki je cesarstvo celo povečal, njegovi nasledniki – diadohi - in njihove dinastije pa so si ga nato razdelili. Helenistični satrapi so se, predvsem v selevkidskem cesarstvu, imenovali strategi, njihove province pa so bile praviloma mnogo manjše od perzijskih. Satrapije so nazadnje postale plen osvajalskih imperijev, predvsem Rimljanov.

## Partski in sasanidski satrapi
V Partskem cesarstu je kraljeva moč slonela na podpori plemiških družin, ki so posedovale obsežna zemljška posestva, oskrbovale kralja z vojaki in plačevale davke. Mestne države so imele visoko stopnjo samouprave in so kralju plačevale davke. 
V Sasanidskem cesarstvu je bila državna uprava mnogo bolj centralizirana. Delno neodvisna kraljestva in samoupravne mestne države je zamenjal sistem »kraljevih mest«, v katerih so bili sedeži guvernerjev – shahrabov – ki jih je izbrala osrednja oblast, in vojaških garnizonov. Shahrabi so vladali mestom in okoliškim pokrajinam. 

## Današnji satrapi
Naziv satrap se je neskladno z zgodovinskim izročilom uporabljal tudi za raznovrstne guvernerje, predvsem na vzhodu, katerih uradni nazivi etimološko niso imeli s satrapom nobene zveze. Takšna naziva sta na primer shaknu in bel pihati v zgodnjem Asirskem imperiju. 
V sodobnem času se naziv, običajno poniževalno, uporablja za lojalne hlapčevske namestnike ali varovance neke pomembne politične ali poslovne osebe, za katere se uporabljata tudi naziva mogul in tajkun. 
V madžarskem jeziku se rahlo spremenjen naziv satrafa nanaša na prepirljivo starejšo žensko, pogosto taščo, ki stalno vsiljuje svojo voljo. 
V španskem jeziku beseda sátrapa ne pomeni samo zgodovinskega satrapa, pač pa tudi osebo, ki je zlorabila svoj položaj ali avtoriteto. Nanaša se tako na tiste, ki živijo v razkošju, kot na tiste, ki so zvijačni ali celo izdajalski. 